# Galeriegrab Züschen IV
Das Galeriegrab Züschen IV (auch Galeriegrab Lohne „Langes Gewände“ oder Galeriegrab Lohne „Engerheide“) war eine mögliche megalithische Grabanlage der jungsteinzeitlichen Wartbergkultur bei Lohne, einem Ortsteil von Fritzlar im Schwalm-Eder-Kreis (Hessen). Es wurde 1966 entdeckt und ist heute wohl weitgehend zerstört.

## Lage
Die Anlage befand sich westlich von Lohne im Flurstück „Langes Gewände“ (Hans Heintel gibt den Flurnamen „Engerheide“ an). 400 m westlich befinden sich das erhaltene Galeriegrab Züschen I und der Standort des zerstörten Galeriegrabs Züschen II. 2,1 km östlich hiervon befand sich das zerstörte Galeriegrab Züschen III. Das Grab ist wie die benachbarten Anlagen nach dem Ort Züschen benannt, obwohl außer Züschen II alle Gräber in der Gemarkung Lohne liegen.

## Forschungsgeschichte
Das Grab wurde 1966 bei Drainagearbeiten am nord-südlich verlaufenden Hauptgraben entdeckt. Dabei wurden mehrere große Sandsteinblöcke ausgegraben und mehrere Jahre lang am Feldrand aufbewahrt. Zwar erfolgte eine Fundmeldung, aber zunächst keine archäologische 
Untersuchung der Fundstelle. Erst im Frühling 2005 wurde eine geomagnetische Prospektion durchgeführt.

## Beschreibung
Das genaue Aussehen der Anlage ist unklar. Bei der Aufdeckung der Sandsteinblöcke wurde deren genaue Fundsituation nicht vermerkt. Die Steine sind mittlerweile vom Feldrand verschwunden. Die geomagnetische Prospektion lieferte zum einen wegen der geringen Suszeptibilität von Sandstein und zum anderen wegen der starken Störungen während der Drainagearbeiten kein klares Bild. Funde von Bestattungen und Beigaben sind nicht bekannt. Die Nähe zu Züschen I und II lässt die Einordnung des Befunds als zerstörtes Galeriegrab allerdings plausibel erscheinen.